# Драчевский, Леонид Вадимович
Леони́д Вади́мович Драче́вский (род. 5 апреля 1942, Алма-Ата, Казахская ССР, СССР) — российский государственный и хозяйственный деятель.
Полномочный представитель президента Российской Федерации в Сибирском федеральном округе (2000—2004). Заместитель председателя правления РАО «ЕЭС России» (2004—2008). Исполнительный директор ООО «Группа ОНЭКСИМ» (с 2008). Исполнительный директор Фонда поддержки публичной дипломатии им. А. М. Горчакова (с 2010). Член попечительского совета Российского совета по международным делам (c 2011).

## Биография

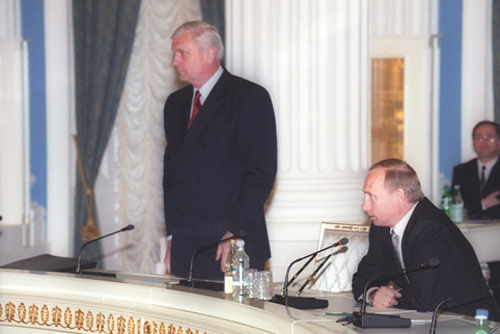
Путин представляет Драчевского

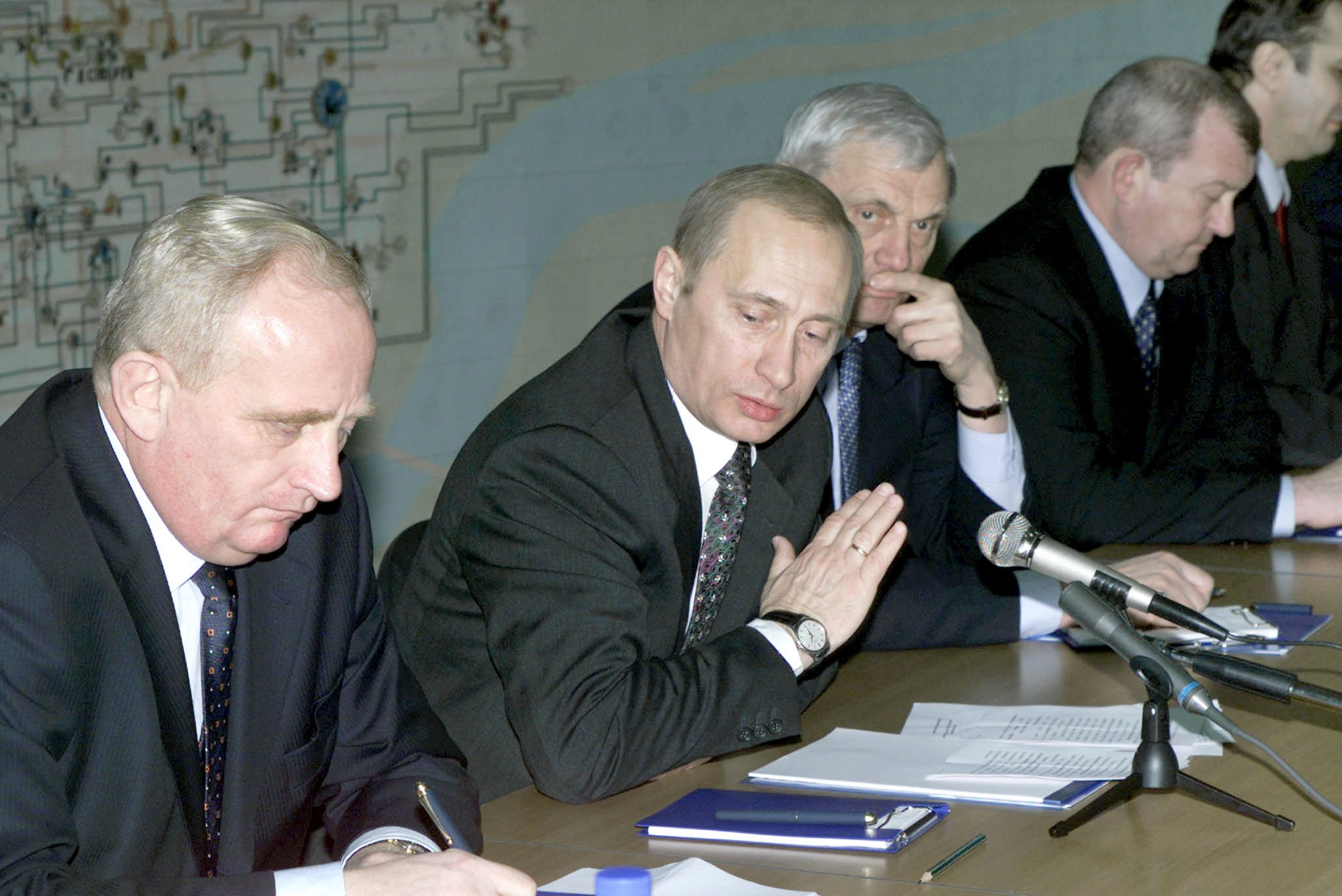
Драчевский (третий слева)

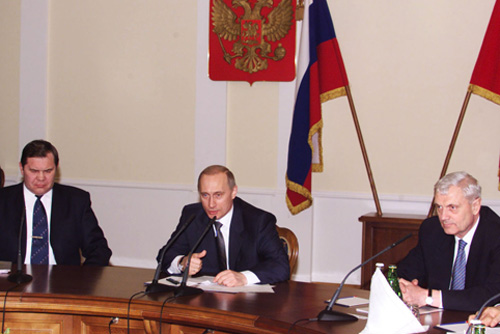
Драчевский (справа)

В 1966 году окончил Московский химико-технологический институт им. Д. И. Менделеева.
- В 1968 году — член сборной СССР по академической гребле на летних Олимпийских играх в Мехико (в составе двухместного экипажа с рулевым вышел в финал, но в решающем заезде команда не стартовала).
- В 1969—1977 годах — старший тренер, главный тренер сборных команд СССР по академической гребле.
- В 1977—1979 годах — заместитель руководителя Управления водных видов спорта Спорткомитета СССР.
- В 1979—1986 годах — заместитель председателя ДСО «Буревестник».
- Согласно книге Виктора Корчного и Бориса Гулько «КГБ играет в шахматы», в 1979 году Драчевский был завербован офицером 3-го отделения 11-го отдела Пятого управления КГБ. Драчевский сумел установить хорошие отношения с заместителем начальника 11-го отдела Пятого управления КГБ подполковником Игорем Перфильевым во время их совместной командировки в сентябре 1979 года на Универсиаду в Мексику. Это послужило началом его беспрецедентного карьерного роста[1].
- В 1982 году окончил Государственный центральный институт физической культуры.
- В 1986 году окончил Высшую партийную школу.
- В 1986—1990 годах — заместитель председателя Государственного комитета РСФСР по физической культуре и спорту.
- В 1990—1991 годах — первый заместитель председателя Государственного комитета СССР по физической культуре и спорту.

В 1992 году — перешёл на работу в систему МИД. Работал в консулом в Генеральном консульстве России в Барселоне (Испания). После ликвидации Госкомспорта СССР Драчевский в 1992 году направлен в генеральное консульство в Барселоне. В Барселоне тогда произошли Летние Олимпийские игры, и в дипломатическом представительстве появилась надобность в соответствующем специалисте в ранге консула. Драчевский по всем параметрам своей карьеры «проходил».
- В 1993 году окончил курсы усовершенствования руководящих дипломатических кадров при Дипломатической академии МИД России.
- В 1993—1996 годах — начальник Управления, директор Первого департамента стран СНГ МИД России.
- В 1996—1998 годах — чрезвычайный и полномочный посол Российской Федерации в Республике Польша[3][4].
- В 1998—1999 годах — заместитель министра иностранных дел Российской Федерации[4][5].
- В 1999—2000 годах — министр Российской Федерации по делам Содружества Независимых Государств[5][6].
- В 2000—2004 годах — полномочный представитель президента Российской Федерации в Сибирском федеральном округе[7][8][9]. В 2004 году чиновник администрации президента подтвердил, что Драчевского считали «слишком пассивным», а последней каплей для его увольнения стали неудовлетворительные результаты думской и президентской кампаний 2003—2004 годов в ряде сибирских регионов[10].
- В 2002—2004 годах — председатель российской части Российско-Китайского комитета дружбы, мира и развития. Сопредседатель Российско-польского форума общественности.
- В 2004—2008 годах — заместитель председателя правления РАО «ЕЭС России», курировал международные проекты компании в СНГ и странах дальнего зарубежья, а также PR-деятельность компании по этим направлениям[11].
- С 2008 года — исполнительный директор ООО «Группа ОНЭКСИМ».
- В 2008—2011 годах — президент Федерации гребного спорта России[12].
- С 2010 года — исполнительный директор Фонда поддержки публичной дипломатии им. А. М. Горчакова.
- С 2011 года — член Попечительского совета Российского совета по международным делам.

## Семья
Женат, имеет двоих детей, семерых внуков.

## Награды
- Орден «За заслуги перед Отечеством» IV степени (10 сентября 2004) — за заслуги в укреплении российской государственности и многолетнюю добросовестную работу[13]
- Орден Александра Невского (10 сентября 2017) — за весомый вклад в развитие отечественной общественной дипломатии и деятельное участие в реализации задачи вовлечения институтов гражданского общества в международное сотрудничество[14]
- Орден Почёта (5 апреля 2002) — за большой вклад в укрепление российской государственности и многолетнюю добросовестную работу[15]
- Орден Дружбы (25 августа 2008) — за большой вклад в подготовку и проведение Года России в Китае и Года Китая в России[16]
- Медаль ордена «За заслуги перед Отечеством» II степени (21 июня 1996) — за заслуги перед государством и многолетний добросовестный труд[17]
- Командор ордена Заслуги (Польша)
- Медаль и премия Святого брата Альберта (Экуменический Совет Польской католической церкви, 2003)[18]

## Дипломатический ранг
- Чрезвычайный и полномочный посланник 1 класса (20 июля 1994)[19]
- Чрезвычайный и полномочный посол (2 ноября 1996)[20]

## Классный чин
Действительный государственный советник Российской Федерации 1 класса (23 декабря 2000)

## Увлечения
Мастер спорта международного класса, заслуженный тренер СССР по академической гребле.